# فرعم
فرعم (به عربی: فرعم) روستایی فلسطینی، واقع در ۴ کیلومتری شمال شرق صفد بود.